# Fuming (sockenhuvudort i Kina, Zhejiang Sheng, lat 29,87, long 121,60)
Fuming (kinesiska: 福明, 福明街道) är en sockenhuvudort i Kina. Den ligger i provinsen Zhejiang, i den östra delen av landet, omkring 140 kilometer öster om provinshuvudstaden Hangzhou. Antalet invånare är 61 701. Befolkningen består av 28 824 kvinnor och 32 877 män. Barn under 15 år utgör 12,0 %, vuxna 15-64 år 83 %, och äldre över 65 år 4,0 %.
Runt Fuming är det tätbefolkat, med 636 invånare per kvadratkilometer. Närmaste större samhälle är Ningbo, 5,1 km väster om Fuming. Runt Fuming är det i huvudsak tätbebyggt.
Genomsnittlig årsnederbörd är 1 981 millimeter. Den regnigaste månaden är juni, med i genomsnitt 355 mm nederbörd, och den torraste är januari, med 68 mm nederbörd.